# Goo Goo Dolls
Goo Goo Dolls — рок-группа из Буффало (США). Группа состоит из Джона Резника (вокал, гитара) и Робби Такаца (бэк-вокал, бас-гитара).
Считается, что первоначальное название группы было «The Sex Maggots» (хотя Джон Резник впоследствии утверждал, что это мнение пошло от шутки, сказанной однажды на сцене). Название «Goo Goo Dolls» было взято из рекламного объявления об игрушке Goo Goo Doll в журнале «True Detective».
В 2016 году группа выпустила свой одиннадцатый студийный альбом, получивший название «Boxes».

## Дискография

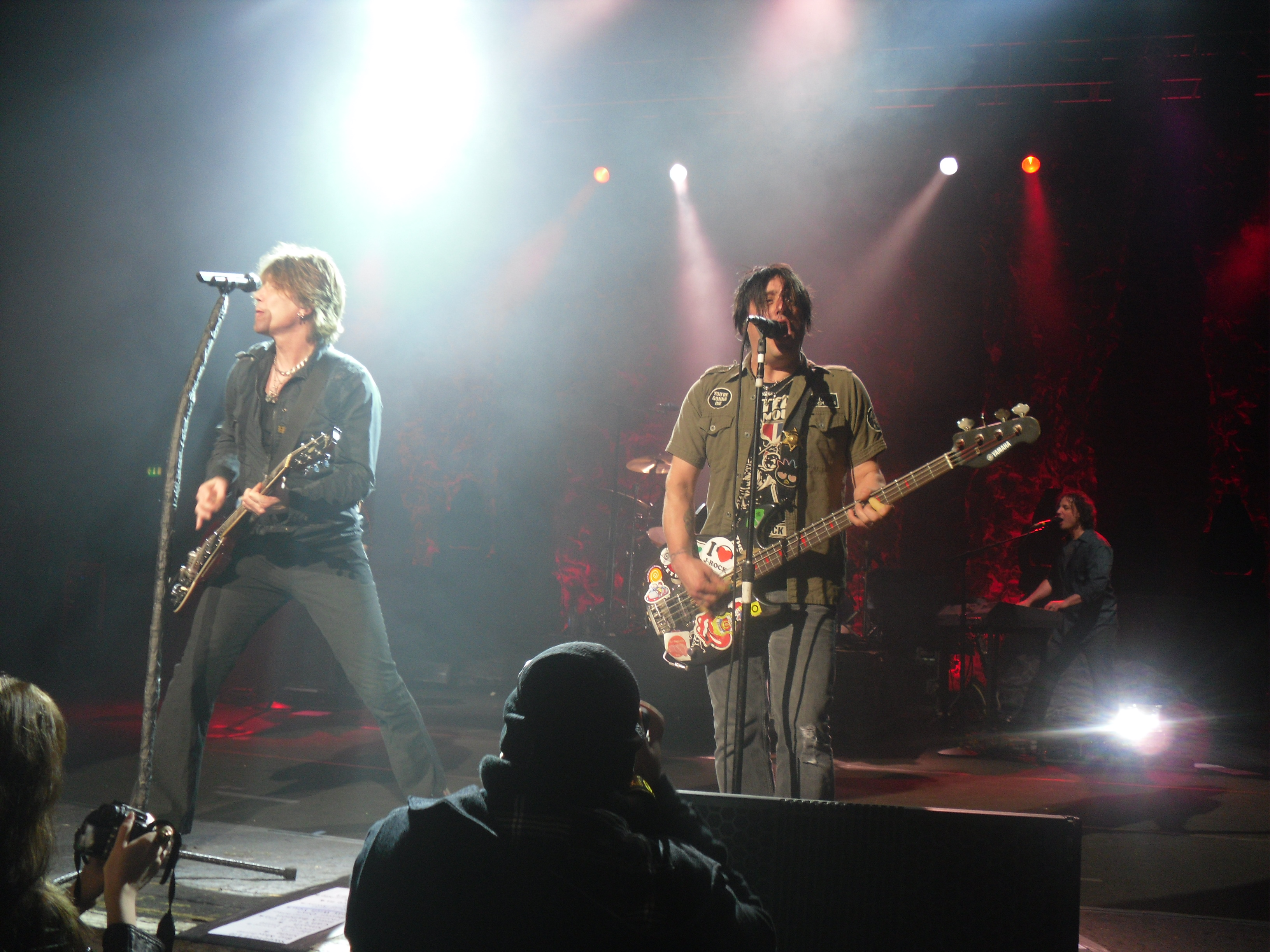
Выступление в Brixton O2 Academy, 2010 год

#### Студийные альбомы
- Goo Goo Dolls (1987), Celluloid Records
- Jed, (1989), Metal Blade Records
- Hold Me Up, (1990), Metal Blade Records
- Superstar Car Wash, (1993), Metal Blade Records
- A Boy Named Goo, (1995), Metal Blade Records / Warner Bros. Records
- Dizzy Up The Girl, (1998), Warner Bros. Records
- Gutterflower, (2002), Warner Bros. Records
- Let Love In, (2006), Warner Bros. Records
- Something For The Rest Of Us, (2010), Warner Bros. Records
- Magnetic (2013), Warner Bros. Records
- Boxes (2016), Warner Bros. Records
- Miracle Pill (2019), Warner Bros. Records
- Chaos in Bloom (2022), Warner Bros. Records

#### Концертные альбомы
- Live in Buffalo: July 4th 2004, (2004), Warner Bros. Records

#### Сборники
- What I Learned About Ego, Opinion, Art & Commerce, (2001), Warner Bros. Records
- Greatest Hits Volume One: The Singles, (2007), Warner Bros. Records
- Greatest Hits Volume Two: B-sides & Rarities, (2008), Warner Bros. Records

#### DVD и видео
- Music in High Places: Live in Alaska, (2003), Image Entertainment
- Live in Buffalo: July 4th 2004, (2004), Warner Bros. Records
- Live and Intimate, (2007), Warner Bros. Records

#### Синглы
- «There You Are» (1991)
- «I’m Awake Now» (1992)
- «We Are The Normal» (1993)
- «Only One» (1995)
- «Flat Top» (1995)
- «Naked» (1995)
- «Name» (1996)
- «Long Way Down» (1996)
- «Lazy Eye» (1997)
- «Iris» (1998)
- «Slide» (1998)
- «Dizzy» (1998)
- «Black Balloon» (1999)
- «Broadway» (2000)
- «Here Is Gone» (2002)
- «Big Machine» (2002)
- «Sympathy» (2003)
- «Give A Little Bit» (2004)
- «Better Days» (2005)
- «Let Love In» (2006)
- «Stay With You» (2006)
- «Before It’s Too Late (Sam and Mikaela’s Theme)» (2007)

## Состав группы

### Участники
- Джон Резник (John Rzeznik) — вокал, бэк-вокал, гитара (1986-по настоящее время)
- Робби Такач (Robby Takac) — вокал, бэк-вокал, бас-гитара, (1986-по настоящее время)

### Бывшие участники
- Джордж Тутуска (George Tutuska) — ударные, перкуссия (1986—1995)
- Майк Малинин (Mike Malinin) — ударные, перкуссия (1995—2013)

### Музыканты в турах
- Брэд Фернквист (Brad Fernquist) — гитара, бэк-вокал (2006-по настоящее время)
- Корел Тунадор (Korel Tunador) — клавишные, гитара, саксофон (2006-по настоящее время)
- Крейг Макинтайр (Craig McIntyre) — ударные, перкуссия (2014-по настоящее время)

### Бывшие музыканты в турах
- Натан Десембер (Nathan December) — гитара (1998—2000)
- Дэйв Шульц (Dave Schulz) — клавишные (1998—2000)
- Грег Шуран (Greg Suran) — гитара (2002—2006)
- Джейсон Фриз (Jason Freese) — клавишные, саксофон (2002—2004)
- Пол Гордон (Paul Gordon) — клавишные (2004—2006)

## Номинации и награды
| Год  | Премия/Церемония                                   | Номинация                                                             | Результат                  |
| ---- | -------------------------------------------------- | --------------------------------------------------------------------- | -------------------------- |
| 1998 | Grammy Awards                                      | Record of the Year — «Iris»                                           | Номинирован                |
| 1998 | Grammy Awards                                      | Best Pop Performance By A Duo Or Group With Vocals — «Iris»           | Номинирован                |
| 1998 | Grammy Awards                                      | Song of the Year — «Iris»                                             | Номинирован (John Rzeznik) |
| 2000 | Grammy Awards                                      | Best Rock Performance By a Duo or Group With Vocals — «Black Balloon» | Номинирован                |
| 2008 | The Average Lives of Students Music Awards         | 2008 Excellence Award                                                 | Победа                     |
| 2008 | Зал славы композиторов и авторов популярной музыки | Hal David Starlight Award                                             | Победа (John Rzeznik)      |